# 튀르키예의 대외 관계

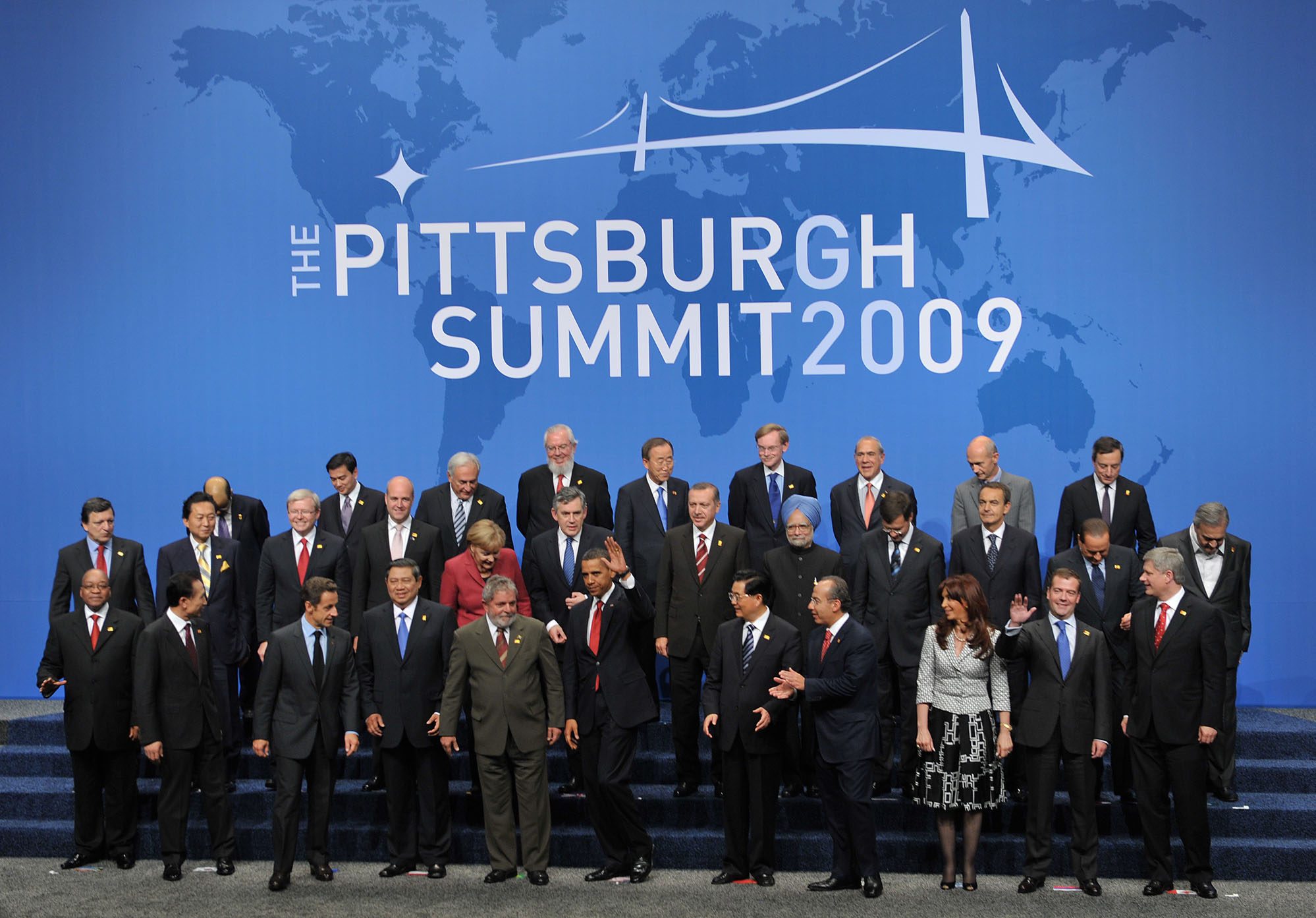
튀르키예는 OECD와 G20의 창립 회원국이다.

튀르키예는 국제 연합(UN, 1945년), 경제 협력 개발 기구(OECD, 1961년), 이슬람 회의 기구(OIC, 1969년), 유럽 안보 협력 기구(OSCE), 경제 협력 기구(ECO, 1985년), 흑해 경제 협력 기구(BSEC, 1992년), G20 공업화 국가(1999년)의 창립 회원국이다. 2008년 10월 17일, 튀르키예는 2008년 국제 연합 안전보장이사회 선거에서 151표를 얻어 서유럽과 여타 지역을 대표하여 오스트리아(132표)와 더불어 UN 안보리의 비상임 이사국으로 선출되었다. 튀르키예의 안보리 비상임 이사국 지위는 2009년 1월 1일부터 발효하였다. 튀르키예는 1951년 ~ 1952년, 1954년 ~ 1955년, 1961년에도 안보리 이사국을 맡은 바 있다.
튀르키예는 전통적으로 서방 지향적인 노선을 견지하였으며, 튀르키예 외교 정책에서 대유럽 관계는 늘 중요한 사안이었다. 튀르키예는 1949년에 유럽 평의회에 창립 회원국으로 가입하였으며, 1963년에 유럽 경제 공동체(EEC, 유럽 연합의 전신)의 준회원국 지위를 신청하여 1963년에 앙카라 협정으로 준회원국 지위를 얻었다. 수십 년간 정치 교섭 끝에 튀르키예는 1987년에 유럽 경제 공동체 정식 회원국 지위를 신청하여, 1992년에는 서유럽 연합의 준회원국이 되었고, 1995년에는 유럽 연합과 관세 동맹 협정을 맺었으며 2005년 10월 3일부터 공식적으로 유럽 연합과 정식 가입 협상에 돌입하였다.
튀르키예가 큰 나라인데다 특정 사안에 대한 이견이 큰 탓에 유럽 연합 가입 절차는 최소 15년이 걸릴 것으로 보인다. 이와 관련한 논란 가운데는 1974년 튀르키예의 키프로스 침공을 둘러싸고 유럽 연합 회원국인 키프로스 공화국과 겪고 있는 분쟁도 있다. 1974년부터 튀르키예는 사실상 그리스계 키프로스인의 키프로스 공화국을 이 섬의 유일한 합법 정부로 인정하지 않고 있으며, 대신에 사실상 섬 북부를 통치하고 있는 북키프로스 튀르크 공화국을 지지하며 세계에서 유일하게 튀르키예만 이 나라를 승인하고 있다.
1991년 8월 25일 벨라루스가 독립하자, 튀르키예는 1991년 12월 16일 세계 최초로 벨라루스를 승인하였다. 이어서 양국은 1992년 5월 25일 외교 관계를 수립하였다. 벨라루스는 앙카라에, 튀르키예는 민스크에 각각 대사관을 두고 있다. 인도네시아와의 관계는 16세기까지 거슬러 올라간다. 당시 자바에 포르투갈이 식민지화를 시도하자 자와섬의 이슬람교 술탄은 이에 저항하며, 오스만 제국에 도움을 청하였다. 오스만 제국은 이에 대해 거대한 배와 병력을 파견하였고 이들은 이슬람 형제의 나라를 돕기 위해 노력하였다. 이로 인해 오늘날에도 양국은 긴밀한 관계를 보여주고 있다. 각각의 수도에 각각 대사관을 두고 있다.

## 대한민국
튀르키예는 1949년 8월 13일 대한민국을 공식적으로 승인하였고, 1950년 7월에 한국전 참전을 결정하였다. 튀르키예는 한국전쟁 시, 미국 다음으로 큰 규모로 파병하였고, 희생자도 미군 다음으로 컸다. 1980년대에 튀르키예는 대한민국과 일본과 같은 동아시아의 경제 강국과 자동차나 고속 열차 같은 운송 장비의 공동 생산에서 전자 제품, 가전 제품, 건설 자재, 군사 설비에 이르기까지 여러 산업 분야에서 점차 협력하기 시작하였다. 모두 2,837 명(재외국민 2,820 명, 시민권자 17 명)의 한민족들이 튀르키예에 거주(2010년 12월 기준)하고 있다. 또한 튀르키예와 대한민국은 형제의 나라라고 부르면서 서로의 동맹과 돈독한 우정을 중요시하고 알려져 있다.

## 유럽과의 관계

### 그리스
에게해 연안의 국경 문제는 그리스-튀르키예 관계를 가장 요동치게 만드는 주된 이유이다. 튀르키예와 그리스간의 서로 연결된 문제들이 몇 가지 있다. 영해의 길이, 대륙붕의 경계, 해양 탐색구조지대의 범위, 영공분쟁, 국제협정을 위반한 에게해 연안의 섬에 군대 주둔, 에게해 연안의 몇몇 섬의 영토 분쟁 등이 두 국가간의 주요 분쟁이다.

### 벨기에
벨기에는 앙카라에 대사관, 이스탄불에 총영사관, 안탈리아와 이즈미르에 각 영사관을 두고 있다. 튀르키예는 브뤼셀에 대사관, 안트베르펜에 총영사관을 두고 있다.

### 루마니아와의 관계
루마니아가 통일되기 전, 몰다비아 공국과 왈라키아 공국은 오스만 제국과 러시아의 상반된 야망의 희생자였다.:199 두 지역은 오스만 제국의 약화와 크림 전쟁을 활용하여 1858년 진정한 자치권을 획득한다.:199 루마니아는 1881년에 루마니아 왕국이라는 이름으로 오스만 제국으로부터 독립하게 된다.

### 세르비아와의 관계
1389년 코소보 전투에서 오스만 제국은 세르비아 제국을 물리쳐:201, 세르비아 제국은 오스만 제국의 지배하에 들어갔다.

### 러시아와의 관계
러시아와의 관계는 오스만 제국 때 대결구도였고 러시아 제국의 남하정책으로 인해 전쟁을 했다. 역사적인 이유로 적대적이기도 하지만 대체로 우호적인 관계를 유지하고 있다. 에르도안 총리는 2020년에는 러시아와의 교역 규모를 1천억달러로 옮길 방침이라고 밝혔다.
그러자 튀르키예는 최근 들어 러시아 전투기 격추 사건으로 인해 서방 세계에서는 튀르키예를 편들고 있어, 튀르키예와의 관계도 역시 나빠지기 시작하는 등 IS 격퇴를 놓고 서로 대립하려는 양상을 보이고 있다.

### 우크라이나와의 관계
튀르키예는 우크라이나와는 깊은 관계는 아니라고 보지만,
일방적으로 서로 충돌하거나 민족적으로 감정이 깊다고는 할 수 없으며, 오늘 날에도 대체적인 관계를 유지한다.
그런데 최근 러시아 전투기 격추 사건으로 러시아와의 관계가 악화되면서 외교 관계가 가까워지려는 움직임이 나타나고 있다.

## 중앙아시아와의 관계
1991년 소비에트 연방에서 튀르키예와 같은 문화와 언어를 공유한 투르크계 국가들이 독립하면서 튀르키예는 중앙 아시아까지도 경제 및 정치적 관계를 뻗어날 수 있게 되었다. 중앙 아시아 국가와 튀르키예의 관계에서 가장 주목할 만한 사업은 아제르바이잔의 바쿠에서 튀르키예의 제이한 항구 사이에 수십억 달러의 석유 및 천연 가스 파이프라인을 건설한 일이었다. 이는 바쿠-트빌리시-제이한 파이프라인으로 불리며, 튀르키예가 서방의 에너지 공급로가 되어 외교 정책에서 중요한 역할을 얻게 되었다. 그러나 나고르노카라바흐 전쟁 당시 아제르 영토를 튀르키예가 점령하면서 튀르키예와 아르메니아의 국경이 아직 폐쇄되어 있다.

## 미국과의 관계
튀르키예 외교 관계의 다른 주요 사안은 미국과의 관계이다. 냉전기에 소비에트 연방이 자주 튀르키예를 위협하면서 1952년에 튀르키예는 북대서양 조약기구(NATO)에 가입하여 냉전기에 미국 정부와 긴밀한 관계를 확보하였다. 냉전이 종식되고 국제 정치 환경이 변화하자 튀르키예가 중동, 캅카스, 발칸 지역과 가깝다는 점이 튀르키예의 전략지정학적 중요성으로 부상하였다. 튀르키예는 시리아와 이라크와 가까운 곳에 북대서양 조약기구의 인지를리크 공군 기지를 두고 있어서 미국의 대시리아 및 대이라크 군사 작전에 중요할 뿐만 아니라, 세속 민주주의 국가이며 이스라엘과 좋은 관계를 맺고 있어서 튀르키예 정부는 미국의 중요한 동맹국이 되었다. 덕분에 튀르키예는 미국에게서 정치, 경제, 외교상의 지원을 받으며, 튀르키예의 유럽 연합 가입과 같은 중요한 문제에도 도움이 된다.
그러나 최근 미국의 경고를 무시하고 러시아제 무기를 수입하거나, 쿠르드족 문제, 아르메니아 대학살 과거사 부정, 그리고 튀르키예의 계속적인 반-이스라엘 행보들 보이면서 미국과 튀르키예 간의 관계가 많이 소원해졌다.
그리고 특히 미국 기독교 지지자층들과는 키프로스 문제로 튀르키예계 북키프로스인이 희랍계 키프로스인을 탄압한다는 논란으로 자주 충돌하곤 한다.

## 시리아와의 관계
튀르키예와 시리아는 그동안 우호관계를 유지하다가 내전이후엔 관계가 악화되었고, 튀르키예전투기가 시리아에 의해 격추된 이후에 국경근처에 군대를 배치했다. 시리아내전으로 튀르키예는 시리아와 접해있는 국경을 폐쇄했다. 그리고 2012년 10월 3일에는 시리아군이 터키 남동부의 마을로 박격포를 쏜 사건이 일어났다. 10월 17일에는 국경지역으로 시리아 포탄이 날아오자 터키도 보복공격에 나섰다.
현재 시리아 쿠르드 자치지역과도 상당히 사이가 안 좋다.

## 중화인민공화국과의 관계
대체로 우호적인 관계를 유지하고 있으나 튀르키예인과 같은 튀르크계 민족인 위구르인의 분리독립 문제로 인해 중화인민공화국에 대한 국민 감정은 좋지 않은 편이다.

## 일본과의 관계
사이가 좋은 나라 중 하나이다. 19세기 오스만 제국은 메이지 유신 이후의 일본과 수교를 맺기 시작했으며, 러시아 제국을 견제하기 위해 접촉한 이유도 있었다.
이와쿠라 사절단이 유럽을 방문할 때 오스만 제국을 공식적으로 방문하기도 했었다. 1890년 오스만 제국은 일본에 656명의 사절단과 해군들을 보냈고, 일본의 정치인들 및 황실과 교류를 하며 환대를 받았고, 그 당시 오스만의 선함이었던 에르투으룰호를 타고 귀로하던 중 조난을 당했는데, 조난지의 근처 마을 주민들이 부상자들을 치료해주거나 사망자에게는 장례식을 치러주기도 했었다. 일본은 유족들을 찾는 등 적극적인 모습을 보였고, 이것이 튀르키예와 일본이 형제국가로 보는 계기가 되었다. 1988년 이란-이라크 전쟁 때에도 215명의 일본인들이 이란에 있었는데 튀르키예가 일본을 돕겠다고 하였으며, 이는 에르투으룰호 조난 사건 당시 적극적으로 도와주었던 일본에 대한 보답이라는 목적도 있었다. 터키 항공을 통해 무사히 215명의 일본인들과 5백여 명의 튀르키예인들을 구하였다.

## 이라크와의 관계
오스만 제국의 지배로 인해 역사적, 정치적 이유로 관계가 좋지 않은 경우가 많다. 그 외에도 국경 근처지역에 대한 분쟁도 있었다. 또한 이라크 내 쿠르드족 자치지역과는 상당히 사이가 안 좋다. 이라크 내전 때에는 모술 공습참전에 참가하자 이라크에서는 대규모의 반튀르키예 시위가 일어나기도 했었다.

## 이란과의 관계
튀르키예는 세속주의를 추구하고, 이란은 보수적인 이슬람 원리주의 및 근본주의를 추구하며, 튀르키예는 수니파를 믿고, 이란은 시아파를 믿기 때문에 종교적 이유로 관계가 좋지 못하다. 그 외에도 역사적, 문화적 이유로도 관계가 좋지 못하다.
그리고 이란 쿠르드족이 시리아 쿠르드족과 이라크 쿠르드족과 연대하고 튀르키예의 친-쿠르드 정당 HDP와 손잡고 쿠르드 독립 가능성에 대해 상당히 우려하고 있어서 이란 정부보다 이란 쿠르드족들을 더 경계한다.
그래서 튀르키예는 이란과 매우 사이가 안 좋지만 트럼프의 이란 핵합의 탈퇴하고 나서 이란 쿠르드족의 분리독립 시위 가능성에 불안함을 느끼면서 트럼프의 이란핵합의 탈퇴에 대해 상당히 불편한 감정을 표출했다.

## 같이 보기
- 튀르키예 주재 외국공관 목록
- 튀르키예의 재외공관 목록